# اللجنة العليا للانتخابات والاستفتاء (اليمن)
اللجنة العليا للانتخابات والاستفتاء في اليمن هي هيئة انتخابات عليا في اليمن انشِئت من أجل ادارة وتنفيذ الانتخابات العامة، تتمتع بالاستقلال المالي والإداري والفني ومقرها الرئيسي العاصمة صنعاء.
تم إنشاء اللجنة العليا كهيئة دائمة لأول مرة في 18 أغسطس 1992 طبقا للدستورمادة 159 وقانون الانتخابات رقم (41) لسنة 1992 أي بعد حوالي عامين من قيام الوحدة اليمنية بين اليمن الشمالي (الجمهورية العربية اليمنية) واليمن الجنوبي (جمهورية اليمن الديموقراطية الشعبية) في 22 مايو 1990. وتختص دون غيرها بإدارة الانتخابات الرئاسية والنيابية والمحلية و الاستفتاءات في اليمن وتنظيم جميع العمليات المرتبطة بها والإشراف عليها باستقلال وحيادية وقراراتها علنية، ولا يجوز بأي حال من الأحوال لأية جهة كانت التدخل في شئونها وأعمالها أو اختصاصاتها أو الحد من صلاحياتها، كما لا يجوز فصل أي عضو من اللجنة إلا بقرار جمهوري وذلك في حالة فقدانه شرط من الشروط الواردة في القانون وبموجب حكم قضائي نهائي.

## مجلس إدارة اللجنة العليا
وفقا لقانون الانتخابات الساري حاليا فإن مجلس إدارة اللجنة العليا يتكون من عدد تسعة أعضاء يتم تعيينهم بقرار من رئيس الجمهورية من بين قائمة تحتوى على (15) اسماً ترشحهم الأحزاب والتنظيمات السياسية المُمَثَّلة في مجلس النواب، وتكون مدة العضوية ست سنوات. ويكون أعضاء اللجنة العليا بدرجة لا تقل عن وزير عامل ويستحق العضو هذه الدرجة إذا لم يكن حاصلاً عليها قبل تعيينه في اللجنة.

## إختصاصات ومهام اللجنة العليا
طبقاً للقانون الانتخابي النافذ فإن اللجنة العليا للانتخابات والاستفتاء تتولى الإدارة والإعداد والإشراف والرقابة على إجراء الانتخابات العامة والاستفتاء العام وتمارس إلى جانب ذلك الاختصاصات الرئيسية التالية:
أ- قيد وتسجيل الناخبين وإعداد السجلات والقوائم الانتخابية.
ب- الاعداد والتحضير للانتخابات واجراءات الاقتراع بكافة تفاصيلها.
ج- تقسيم الجمهورية إلى دوائر انتخابية وتحديدها على أساس مبدأ المساواة بين السكان مع مراعاة العوامل الجغرافية والاجتماعية.
د- تعيين موظفي الأمانة العامة للجنة العليا وفروعها في أمانة العاصمة والمحافظات الأخرى.
د- وضع برامج توعوية قبل وأثناء العمليات الانتخابية بهدف خلق وعي عام بآليات العمل الديمقراطي وأهمية الانتخابات كوسيلة سلمية للتداول السلمي للسلطة وتوعية الناخبين بفائدة الانتخابات ولها في سبيل تحقيق ذلك الاستعانة بالأحزاب ومنظمات المجتمع المدني والمهتمين بالشأن الديمقراطي في تنفيذ هذه البرامج.

## الجهاز التنفيذي للجنة العليا
من حيث الاستقلال المالي والإداري والفني فإن:
أ- اللجنة العليا كهيئة دستورية مستقلة مالياً وإدارياً وتتمتع بالشخصية الاعتبارية وتمارس داخليا كافة المهام والاختصاصات والصلاحيات المخولة لوزارتي الخدمة المدنية والمالية المنصوص عليها في القانون باستقلالية تامة وحيادية كاملة،
ب- اللجنة العليا تتبعها وتخضع لتوجيهاتها المباشرة أمانة عامة يديرها أمين عام بدرجة نائب وزير يتم اختياره من قبل مجلس إدارة اللجنة العليا ويصدر بتعيينه قرار جمهوري. وتمثل الأمانة العامة الجهاز الإداري والمالي والفني للجنة العليا في ديوانها العام بالعاصمة صنعاء ولها فروع دائمة في جميع عواصم المحافظات.
ج- اللجنة العليا وأمانتها العامة تنقسم وفقا للهيكل التنظيمي إلى ستة قطاعات رئيسية ويشرف على كل قطاع عضو من أعضاء اللجنة العليا، والقطاعات هي:
- قطاع التخطيط الشؤون الفنية والتدريب (القطاع اللوجستي)
- قطاع الشؤون القانونية
- قطاع الاعلام والتوعية الانتخابية
- قطاع العلاقات الخارجية ومنظمات المجتمع المدني
- قطاع الإحصاء
- قطاع المرأة
كما يتبع اللجنة العليا ما يسمى بغرفة العمليات والاتصالات مجهزة بوسائل اتصال وخطوط ساخنة للتواصل مع اللجان الانتخابية في الميدان وفروعها في المحافظات.

## المجالس السابقة
منذ انشائها أول مرة في أغسطس 1992 كلجنة دائمة شكلت في السنوات اللاحقة العديد من اللجان العليا للانتخابات. فبعد قيام الوحدة اليمنية بين اليمن الشمالي (الجمهورية العربية اليمنية) واليمن الجنوبي (جمهورية اليمن الديموقراطية الشعبية) في 22 مايو 1990 وتشكيل مجلس الرئاسة للحكم، ورد من ضمن اتفاقية الوحدة (المسماة اتفاقية عدن) الموقعة في 30 نوفمبر 1989 بين شريكي الوحدة الرئيسيين وهما حزب المؤتمر الشعبي العام عن اليمن الشمالي والحزب الاشتراكي اليمني عن اليمن الجنوبي، اعتماد فترة انتقالية للحكم مدتها 30 شهرا (تم تمديدها لاحقاً 6 أشهر أخرى) حيث تم تقاسم السلطة بين الشريكين مناصفة على أن يتم قبل انتهاء الفترة الانتقالية إجراء انتخابات برلمانية في 27 إبريل 1993 (مجلس النواب اليمني) تشارك فيها الأحزاب والتنظيمات السياسية والمستقلين.

### اللجنة العليا الأولى عام 1992
اتفقت الأحزاب السياسية على تشكيل أول لجنة عليا للانتخابات استناداً إلى نص المادة (20) من قانون الانتخابات رقم (42) لسنة 1992. وكان مجلس إدارة تلك اللجنة هو الأكثر عددًا من بين اللجان العليا المشكلة لاحقا على الإطلاق، إذ بلغ عدد أعضائها سبعة عشر عضواً تم ترشيحهم من مجلس النواب وصدر قرار من مجلس الرئاسة بتعيينهم في 18 أغسطس 1992. وقد تشكلت تلك اللجنة على النحو التالي:
| عبد الكريم عبد الله العرشي   | رئيساً |
| محمد سعيد عبد الله           | عضواً  |
| محمد علي هيثم                | عضواً  |
| جار الله عمر القهالي         | عضواً  |
| احمد عبد الرحمن السماوي      | عضواً  |
| عبد الرحمن مهيوب             | عضواً  |
| عبد الملك المخلافي           | عضواً  |
| صالح منصر السيلي             | عضواً  |
| صادق أمين أبو رأس            | عضواً  |
| راقية حميدان                 | عضواً  |
| احمد عبد الرحمن قرحش         | عضواً  |
| د. حسن بازرعه                | عضواً  |
| حمود هاشم الذارحي            | عضواً  |
| د. أحمد عبد الرحمن شرف الدين | عضواً  |
| عبد الله سلام الحكيمي        | عضواً  |
| ياسين عبده سعيد              | عضواً  |
| عبد الفتاح البصير            | عضواً  |

وقد أنيط بهذه اللجنة إدارة أول انتخابات تُجرى في اليمن بعد الوحدة وهي الانتخابات النيابية في تاريخ 27 أبريل عام 1993.

### اللجنة العليا الثانية عام 1993م
وقد تشكل مجلس هذه اللجنة من سبعة أعضاء بتاريخ 21 يوليو 1993 لغرض إدارة الانتخابات النيابية التي أجريت في 27 أبريل 1997، استناداً إلى قانون الانتخابات المعدل رقم (41) لعام 1992. حيث شُكِّلت هذه اللجنة من سبعة أعضاء على النحو التالي:
| محسن محمد العلفي       | رئيساً |
| محمود عبد الله عراسي   | عضواً  |
| سعيد محمد ألحكيمي      | عضواً  |
| أمين علي أمين          | عضواً  |
| عبد الفتاح صالح البصير | عضواً  |
| عبد الملك المخلافي     | عضواً  |
| د. خالد غيلان سعيد     | عضواً  |

### اللجنة العليا الثالثة عام 1997
شكلت هذه اللجنة في شهر نوفمبر 1997 استناداً إلى قانون الانتخابات المعدل رقم (27) لسنة 1996. وقد قامت هذه اللجنة بالإعداد والتحضير والإشراف على أول انتخابات رئاسية مباشرة والتي اجريت في 23 سبتمبر 1999 والتي تنافس فيها اثنين من المرشحين هما الرئيس علي عبدالله صالح ونجيب قحطان الشعبي. وقد شُكِّلت هذه اللجنة من سبعة أعضاء على النحو التالي:
| د. عبد الله حسين بركات | رئيساً |
| محمد حسن دماج          | عضواً  |
| منصور أحمد سيف         | عضواً  |
| علي محمد ألسعيدي       | عضواً  |
| احمد حيدره سعيد        | عضواً  |
| خالد محمد عبد العزيز   | عضواً  |
| د. عبد الله عوض بامطرف | عضواً  |

وقد قامت هذه اللجنة بالإعداد والتحضير والإشراف على أول انتخابات رئاسية جرت في الجمهورية اليمنية عام 1997م.

### اللجنة الرابعة عام 1999
بعد انتهاء الانتخابات الرئاسية قدم/ د. عبد الله بركات استقالته من اللجنة العليا للانتخابات فيما بقي بقية الأعضاء في مناصبهم. ولذلك فقد صدر القرار الجمهوري (28) لسنة (1999) بتعيين/ علوي حسن العطاس عضواً في اللجنة العليا للانتخابات بدلاً عن د. بركات وقد تم انتخاب العطاس بتاريخ (4/12/1999) رئيساً للجنة العليا للانتخابات لتصبح تشكيلة مجلس إدارة اللجنة كالتالي:
| علوي حسن العطاس       | رئيساً |
| محمد حسن دماج         | عضواً  |
| منصور أحمد سيف        | عضواً  |
| علي محمد السعيدي      | عضواً  |
| احمد حيدره سعيد       | عضواً  |
| خالد محمد عبد العزيز  | عضواً  |
| د. عبدالله عوض بامطرف | عضواً  |

وقد قامت هذه اللجنة بإدارة عملية الاستفتاء على التعديلات الدستورية وأول انتخابات محلية تُجرى في الجمهورية اليمنية وذلك في تاريخ 28 / 2 / 2001م.

### اللجنة العليا الخامسة عام 2001م
ولغرض إجراء الانتخابات النيابية في 27 إبريل 2003م تم تشكيل اللجنة العليا الخامسة، حيث قدمت الأحزاب السياسية قائمة إلى مجلس النواب تشمل 30 مرشحا لعضوية اللجنة العليا للانتخابات. وقد اختار المجلس من القائمة 15 عضوا على سبيل التزكية وقام برفع قائمة بالمرشحين لرئيس الجمهورية الذي اصدر قرار بتعيينهم في 17 نوفمبر 2001م على النحو التالي:
| خالد عبدالوهاب الشريف      | رئيساً |
| عبدالله محسن الأكوع        | عضواً  |
| دكتور/محمد عبدالله السياني | عضواً  |
| دكتورعبدالمؤمن شجاع الدين  | عضواً  |
| سالم الخنبشي               | عضواً  |
| عبده محمد الجندي           | عضواً  |
| علوي علي المشهور           | عضواً  |

وفي العام 2006 وقبيل إجراء الانتخابات الرئاسية 2006م احتدم الخلاف السياسي بين الحزب الحاكم (المؤتمر الشعبي العام) والأحزاب المعارضة (أحزاب اللقاء المشترك) على قضايا كثيرة ومنها تشكيلة اللجنة العليا للانتخابات، وتم الاتفاق في نهاية المطاف على إضافة عضوين إلى قوام اللجنة العليا كممثلين للمعارضة قبل إجراء الانتخابات الرئاسية وهما عبدالله محمد دحان وسيف محمد صالح الشرعبي، ليصبح بذلك قوام اللجنة العليا 9 أعضاء بدلاً من 7 أعضاء.

### اللجنة العليا السادسة عام 2008م
بعد إجراء الانتخابات الرئاسية وانتهاء فترة اللجنة العليا الخامسة في نوفمبر 2007، تم في أغسطس 2008م تشكيل لجنة عليا جديدة باستبدال عضوين من اللجنة السابقة بعضوين جديدين، وكانت التشكيلة كما يلي:
| خالد عبدالوهاب الشريف       | رئيساً |
| عبدالله محسن الأكوع         | عضواً  |
| دكتور/ جعفر سعيد باصالح     | عضوا  |
| دكتور/محمد عبدالله السياني  | عضواً  |
| علوي علي المشهور            | عضواً  |
| عبده محمد الجندي            | عضواً  |
| محمد السقاف عبدالرحمن بلغيث | عضواً  |
| سيف محمد صالح الشرعبي       | عضواً  |
| دكتور/عبدالله محمد دحان     | عضوا  |

غير أن بعض أحزاب المعارضة رفضت التشكيلة ومنعت ثلاثة أعضاء من ممثليها من الانضمام إلى اللجنة العليا مطالبة بإجراء مزيد من الاصلاحات الانتخابية وتشكيل اللجنة العليا من السلطة القضائية

### اللجنة العليا السابعة عام 2010م
في 15 ديسمبر 2010م تم تشكيل اللجنة العليا للانتخابات العامة والاستفتاء لأول مرة من سلك القضاء، وضمت في تشكيلتها 9 قضاة تم تعيينهم بقرار جمهوري من ضمن قائمة معتمدة من مجلس النواب ضمت 15 قاضيا، وكانت التشكيلة كما يلي:
1 - القاضي محمد حسين حيدر الحكيمي رئيسا
2- القاضي خميس سالم الديني نائباً
3- القاضي سبأ محمد إسماعيل الحجي عضواً
4 - القاضي يحيى محمد عبد الله الإرياني عضواً
5- القاضي سامية عبد الله سعيد مهدي عضواً
6- القاضي شرف الدين عبد الله المحبشي عضواً
7- القاضي محمد عبد الله محمد السالمي عضواً
8- القاضي سهل محمد حمزة ناصر عضواً
9- القاضي علي سليمان علي عضواً
في 21 فبراير 2012 قامت هذه اللجنة بإجراء الانتخابات الرئاسية 2012م والتي انتخب فيها عبد ربه منصور هادي رئيساً توافقيا للبلاد خلفاً للرئيس علي عبدالله صالح الذي تنحى عن السلطة تحت ضغط الاحتجاجات الشعبية والتي سميت ب«ثورة الشباب اليمنية» التي اندلعت أوائل 2011م ضمن العديد من الاحتجاجات الشعبية التي قامت في بعض البلدان العربية ومنها اليمن والتي أسميت في وسائل الاعلام ب «الربيع العربي».

### اللجنة العليا الثامنة عام 2012م
وفي 29 نوفمبر 2012م تم إعادة تشكيل اللجنة العليا للانتخابات العامة والاستفتاء من سلك القضاء أيضا باستبدال عضوين من اللجنة العليا السابقة بعضوين جديدين كما يلي:
1- القاضي/ محمد حسين حيدر الحكيمي
2- القاضي/ خميس سالم الديني
3- القاضي/ سامية عبد الله سعيد مهدي
4- القاضي/ عبد المنعم محمد حسن الارياني
5- القاضي/شرف الدين عبد الله المحبشي
6- القاضي/علي سليمان علي
7- القاضي/محمد عبد الله محمد السالمي
8- القاضي/ هاله سلطان أمين القرشي
9- القاضي/محمد محمد احمد القاضي.

## الطعن في قرارات اللجنة
تفصل المحكمة العليا في الطعون المرفوعة ضد قرارات اللجنة العليا المتعلقة بالانتخابات الرئاسية والنيابية والمحلية.